# Evangelisch-methodistische Christus-Kirche (Berlin-Kreuzberg)

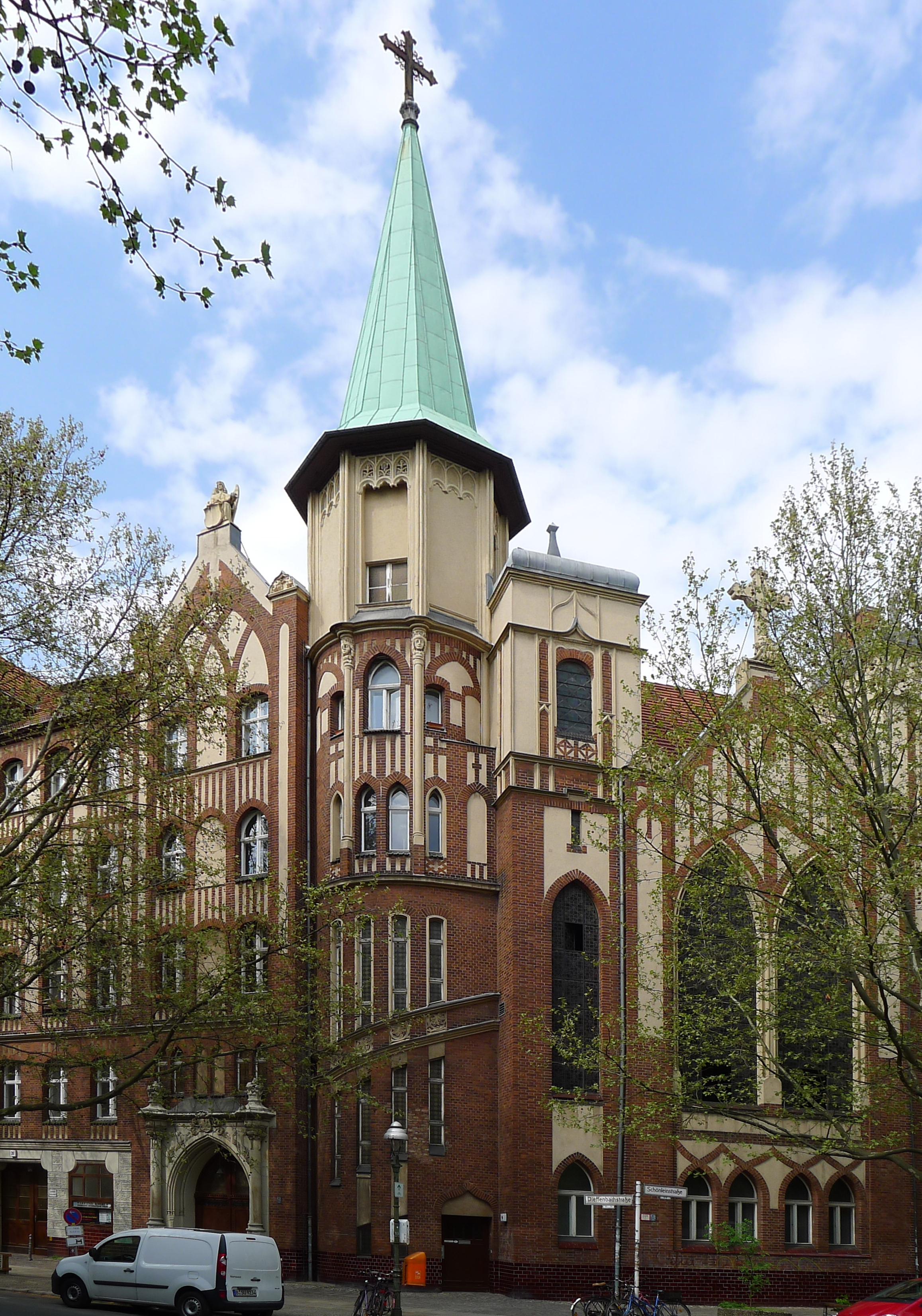
Evangelisch-methodistische Christus-Kirche

Die Christus-Kirche ist eindenkmalgeschützte evangelisch-methodistische Kirchenbauwerk in der Dieffenbachstraße 39 an der Ecke zum Hohenstaufenplatz im Berliner Ortsteil Kreuzberg des heutigen Bezirks Friedrichshain-Kreuzberg. Sie ist Bestandteil eines Gebäudekomplexes aus Kirche, Wohngebäude und Pflegeheim, das von Georg Pourroy entworfen wurde. In seinem Architekturstil wirkt zwar die Neugotik nach, es klingt aber bereits die beginnende Moderne an.

## Geschichte
Die Gottesdienste der methodistischen Glaubensgemeinschaft wurden erst in den Räumen der Diakonissen in der Klosterstraße 60, seit September 1888 dann in einer Gaststätte abgehalten, wobei dem Prediger zunächst nur wenige Personen zuhörten. Die langsam wachsende Gemeinde gründete einen Kirchenbauverein, der am 2. März 1905 das Grundstück von 95 Quadratruten in der Dieffenbachstraße von den Königlichen Preußischen Staatseisenbahnen erwarb, das ursprünglich für einen Bahnhof am Südring der Ringbahn vorgesehen war. Damit konnte diese freikirchliche Gemeinde eine Kirche direkt an der Straße und nicht, wie bisher üblich, im Hof errichten. Nachdem am 13. Oktober 1905 die Grundsteinlegung der Kirche stattfand, wurde bereits am 16. September 1906 die Einweihung gefeiert. Da die freikirchliche Gemeinde keine Gelder von der evangelischen Landeskirche in Preußen oder von der öffentlichen Verwaltung erhielt, musste der Kirchenbauverein diese durch Spenden sammeln. Den größten Anteil der für den Bau erforderliche Summe steuerten Gemeinden aus den Vereinigten Staaten bei. Der Bau kostete 375.500 Mark (kaufkraftbereinigt in heutiger Währung: rund 2,80 Millionen Euro). Am 26. November 1907 wurde der Grundstein für das benachbarte Bethesda-Hospital gelegt, das ebenfalls unter Denkmalschutz steht.
Im Zweiten Weltkrieg wurde die Kirche bereits 1940 durch Brandbomben beschädigt. Aus Gründen der Propaganda wurden die Schäden auf Kosten staatlicher Stellen beseitigt. Im Februar 1944 wurde die Kirche erneut getroffen, Dach und Fenster wurden komplett zerstört. 1947 begann der Wiederaufbau, die benötigte Geldsumme spendeten Gläubige aus den Vereinigten Staaten. Vorübergehend nutzte eine Gemeinde der Baptisten die Kirche mit.

## Baubeschreibung
Der Bauplatz ließ es nur zu, alle Gebäudetrakte beengt anzuordnen. Die Kirche steht in geschlossener Blockrandbebauung an der Straße, die sich platzartig erweitert. Für methodistische Kirchen ist es typisch, so gut wie keinen Schmuck zu haben. Der mit roten Backsteinen verkleidete Mauerwerksbau ist allerdings mit verputzten Blenden verziert. Die hohen Spitzbogenfenster haben zwar kein Maßwerk, sind aber mit Bleiglasfenstern versehen. Der an der Ecke stehende oktogonale Treppenturm hat ein spitzes Zeltdach, das mit einem Kreuz bekrönt ist. Auch der Giebel zum Hohenstaufenplatz, der von zwei mit Hauben bedeckten Türmen flankiert wird, trägt ein Kreuz. Das Portal befindet sich im Risalit neben dem Treppenturm. Das Schiff der Saalkirche liegt im zweiten Obergeschoss des Gebäudes. Es trägt ein Kreuzrippengewölbe, in dem sich ein Dachfenster befindet. Die Kirche hat zwar keinen Chor, durch die schräg verlaufenden Wände von der schmalen Wand an der Stirnseite zu den Seitenwänden wird aber eine Apsis gebildet. In der Mitte steht der Kanzelaltar von 1908,  auf der einen schrägen Seite sind die Fenster zum Hof, auf der anderen, über der Tür zur Sakristei, befindet sich ein Balkon, der ursprünglich die Orgel trug. Seit 1922 steht die Orgel, die 1962 von der Firma E. F. Walcker & Cie. erneuert wurde, auf einer Empore, die auf massiven Stützen ruht. Der Balkon wurde durch das Gemälde vom Verlorenen Sohn geschlossen, das sich im Luftzug leicht bewegt. Die aus der Entstehungszeit stammenden Bänke des Kirchengestühls wurden beibehalten. Da ausreichend Nebenräume vorhanden sind, war eine freie Bestuhlung nicht erforderlich.